# 神奈川縣第11區
神奈川縣第11區是日本眾議院的一個小選區，設於1994年。範圍包括橫須賀市、三浦市。2021年的選民人數為375,943人。

## 小選舉区選出議員
| 選舉名                 | 年     | 当選者     | 党派       | 選區範圍         |
| ---------------------- | ------ | ---------- | ---------- | ---------------- |
| 第41屆眾議院議員總選舉 | 1996年 | 小泉純一郎 | 自由民主党 | 横須賀市、三浦市 |
| 第42屆眾議院議員總選舉 | 2000年 | 小泉純一郎 | 自由民主党 | 横須賀市、三浦市 |
| 第43屆眾議院議員總選舉 | 2003年 | 小泉純一郎 | 自由民主党 | 横須賀市、三浦市 |
| 第44屆眾議院議員總選舉 | 2005年 | 小泉純一郎 | 自由民主党 | 横須賀市、三浦市 |
| 第45屆眾議院議員總選舉 | 2009年 | 小泉進次郎 | 自由民主党 | 横須賀市、三浦市 |
| 第46屆眾議院議員總選舉 | 2012年 | 小泉進次郎 | 自由民主党 | 横須賀市、三浦市 |
| 第47屆眾議院議員總選舉 | 2014年 | 小泉進次郎 | 自由民主党 | 横須賀市、三浦市 |
| 第48屆眾議院議員總選舉 | 2017年 | 小泉進次郎 | 自由民主党 | 横須賀市、三浦市 |
| 第49屆眾議院議員總選舉 | 2021年 | 小泉進次郎 | 自由民主党 | 横須賀市、三浦市 |
| 第50屆眾議院議員總選舉 | 2024年 | 小泉進次郎 |            |                  |